# 웨더뉴스
웨더뉴스(Weathernews INC, WNI)는 미국과 일본에 글로벌센터를 운영하는 기상 정보 회사이다. 현재 소라이브 코리아를 진행하고 있는 회사이다. 일본 본사는 지바현 지바시 미하마구에 있으며, 한국지사는 서울 마포구 디지털미디어시티 YTN뉴스퀘어 10층에 있다.

## 역사

### 일본에서의 탄생
미국에 본사가 있던 해양 기상 조사를 하는 회사인 오션루트의 일본지사의 대표이사였던 이시바시는 금융기관의 협력을 얻어 회사의 육상 항공 부문을 1억 8,000만엔에 인수를 했다. 당시로서는 매우 드문 경영진 독립(CBO)방식으로 1986년 설립했다.(설립 당시 직원은 40명이었다) 일본의 민간 종합 기상 정보 서비스의 선구자적인 기업이자 1993년에는 모회사인 오션루트를 흡수 합병하여 세계 최대의 민간 기상 정보 회사가 되었다.
원래 웨더 뉴스라는 사명으로 설립된 후 웨더뉴스로 회사명을 변경을 했다. (한때 회사의 자회사에 웨더 뉴스라는 회사가 있었던 것도 있었다) "웨더 뉴스"와 "웨더뉴스"는 혼동되기 쉬운데, "웨더 뉴스"의 명칭은 회사 인터넷 기상 종합 누리집의 이름이며, 회사명인 "웨더뉴스"는 구분이 되어 있다. 또한 약어 "WNI"의 I를 인터내셔널 (international)의 약자라고 혼동하는 사람도 적지 않은데, 정확하게는 주식회사 (incorporated)의 약자이다.
앞서서 밝혔듯이 웨더뉴스으로 창업은 1986년이지만, 전신 오션루트와 오션루트의 전신인 퍼시픽 웨더 분석 법인을 포함하면 기업 역사는 약 58년에 이른다. 그리고, 퍼시픽 분석 법인은 태평양을 항해하는 선박에 대해 기상 항로 정보 제공을 실시하는 기업이며, 세계 최초의 민간 기상 정보 회사이었다.

### 한국으로의 상륙

#### 1997년
- 기상분야가 민간에게 개방된 후 대한민국 최초 민간예보사업자 등록

#### 2005년
- 한동안 웨더뉴스는 대한항공에선 이륙과 착륙을 위한 기상정보를, KT와 손잡고,(그 당시에는 KTF였음) Fimm이라는 서비스를 통해 웨더자키를 공개 모집하였다.[출처 필요]
- SK텔레콤과 모바일 커뮤니티사이트[2]를 공동으로 운영하면서 입지를 구축했고, 2011년까지 프리존이라는 서비스에서 날씨서비스를 하고 있었다.

#### 2010년
- 서울특별시와 공동으로 서울관광디지털 통합마케팅[3]을 진행하고 있는데 서울홍보동영상[4]을 제작을 하고 있다.
- 윤하가 부른 (ひとつ空の下)히토츠소라노시타(한 하늘 아래)를 제작을 하기도 한다. 당시 일본에 있는 서포터(웨더뉴스가 진행하는 프로그램에 참여한 사람, 또는 웨더뉴스를 지지하는 사람을 의미함)들이 노래가사를 써서 탄생 시켰다. 이후 소라우타(하늘의 노래)라는 이름으로 계절별로 노래를 발표하고 있으며, 윤하와는 이후 태양의 토마토를 발표하기도 했다.

#### 2011년~2012년
- LG유플러스와 공동으로 웨더볼이라는 응용 프로그램(애플리케이션)을 선보였다. 아울러 삼성 갤럭시 스마트폰 및 태블릿PC에 위젯을 출시했다.
- LG U+와 디지털표지판 MOU를 공동 체결했다.[5]
- 카카오톡에서 날씨 서비스가 가능하도록 MOU를 체결했다.

- 안드로이드에 애플리케이션을 만들어 개설했다. 소라이브 코리아 앱

## 웨더자키
웨더자키는 웨더뉴스에서 4개월~1년간 근무하는 모바일 전용 기상 캐스터로 활동하는 인턴이였다. 6기부터 4개월(활동기간)+1주일(교육기간)으로 기간이 고정되었다.
공개 모집이며, 일본에서 근무했었다. 2011년 3월 11일에 있었던 동일본대지진 이후로, 18기 웨더자키를 마지막으로 선발이 중단되었다. 남성 웨더자키는 없으며, 임기가 종료 된 뒤에도 실제로 다양한 분야에서 활동 중이다. 웨더자키는 기상캐스터 사관학교라고 불릴 정도로 많은 웨더자키가 지상파 기상캐스터가 되었다. MBC 뉴스데스크의 박은지 전 기상 캐스터, 배수연 전 기상 캐스터, MBC 뉴스투데이의 이현승 기상 캐스터, KBS 뉴스 9의 김혜선 기상 캐스터, SBS 8 뉴스의 오하영 기상 캐스터 등이 있다.
 전 KBS 아나운서 최송현, 방송인 원자현, 그리고 MBC 아나운서인 이재은, SBS 기상캐스터인 정주희, KBS 아나운서인 이슬기도 웨더자키 출신이다. 2011년 11월 말에 웨더자키를 부활시킨다는 이유로 소라이브 캐스터를 선발 해 2011 춘향 '숙' 출신의 조유영씨를 뽑긴 했으나, XTM아나운서로 이직을 함에 따라 1기에서 멈추었다.

## 진행 중인 프로그램
한국인 웨더자키가 진행한 프로그램은 전부 여기에 포함시킨다.

### 과거 일기 예보
- 오늘의 날씨 - 매일 새벽 4~5시 사이
- 웨더 뉴스 업데이트 - 매일 아침 11시 ~ 정오 사이
- 일본 내일 날씨 - 매일 저녁 7시 이전

### 과거 프로그램
- 소라이브 아시아
- 하늘 뉴스

### 현재 프로그램
- 소라이브 코리아 - (2011년 1월 1일 ~ 3월 10일, 2011년 6월 13일 ~ 2014년 4월 11일)